# Haltepunkt Nürnberg Rothenburgerstraße
Der Haltepunkt Nürnberg Rothenburgerstraße (in den Fahrplanmedien Nürnberg Rothenburger Str.) liegt an der Bahnstrecke Nürnberg–Bamberg und befindet sich im Westen Nürnbergs im Stadtteil Gostenhof. Er verfügt über einen 165 Meter langen und 76 Zentimeter hohen Seitenbahnsteig. Der Haltepunkt wird von der Linie S 1 der S-Bahn Nürnberg (Bamberg – Nürnberg – Neumarkt) bedient und ist mit den U-Bahn-Linien U2 und U3 am U-Bahnhof Rothenburger Straße verknüpft.

## Geschichte
Die Eröffnung des Haltepunkts durch die Königlich Bayerischen Staatseisenbahnen fand am 1. Oktober 1894, mit der Aufnahme des Vorortverkehrs Richtung Erlangen, statt. In den 1980er Jahren wurde der Bahnsteig über die Kreuzung mit der Rothenburger Straße zum Aufgang des U-Bahnhofs verlängert und auf 76 Zentimeter über Schienenoberkante aufgestockt. Mit dem Bau der S-Bahn nach Forchheim erfolgte eine weitere Umgestaltung des Haltepunkts. Zunächst wurden im Jahr 2009 zwei provisorische Behelfsbahnsteige an den im Mai bzw. Juni in Betrieb genommenen neuen Gleisen zwischen Nürnberg Hauptbahnhof und dem Abzweig Nürnberg Hauptbahnhof Jansenbrücke errichtet und der alte Bahnsteig außer Betrieb genommen. Ende Oktober 2010 begannen die Abrissarbeiten des alten Bahnsteigs und die Bauarbeiten für den Aufzug. Zum 6. November 2010 wurde die Bedienung des Haltepunkts auf Grund der zum 22. November vorgesehenen Inbetriebnahme weiterer Infrastruktur (neues S-Bahn-Gleis, neues Streckengleis Nürnberg – Fürth) bis einschließlich 11. Dezember eingestellt und die Behelfsbahnsteige in den folgenden Tagen beseitigt. Die Wiedereröffnung des dann am neuen S-Bahn-Gleis liegenden Bahnsteigs war für den 17. Dezember 2010 vorgesehen, erfolgte aber auf Grund von Verzögerungen beim Ausbau erst zum 1. Mai 2011.

## Verbindungsübersicht
Die S-Bahn-Linie S 1 (Bamberg – Nürnberg – Neumarkt) bedient den Haltepunkt Rothenburgerstraße im 20-Minuten-Takt mit den Triebfahrzeugen der DB-Baureihe 442 vom Typ Bombardier Talent 2.
| Linie | Strecke | Taktfrequenz                         | Fahrzeugmaterial  |
| ----- | --- | ------------------------------------ | ----------------- |
| S1    | Bamberg – Strullendorf – Hirschaid – Buttenheim – Eggolsheim – Forchheim (Oberfr – Kersbach (Oberfranken) – Baiersdorf – Bubenreuth – Erlangen – Erlangen Paul-Gossen-Straße – Erlangen-Bruck – Eltersdorf – Vach – Fürth Klinikum – Fürth Hbf – Nürnberg Rothenburger Str. – Nürnberg-Steinbühl – Nürnberg Hbf – Feucht – Feucht Ost – Ochenbruck – Mimberg – Burgthann – Oberferrieden – Postbauer-Heng – Pölling – Neumarkt (Oberpf) Stand: Fahrplanwechsel Dezember 2023 | 20/40 min 60 min (Bamberg–Forchheim) | DB 442 (Talent 2) |